# I figli del fiume giallo
I figli del fiume giallo (Jiānghú érnǚ) è un film del 2018 scritto e diretto da Jia Zhangke, con protagonisti Zhao Tao e Liao Fan.
È stato presentato in concorso al Festival di Cannes 2018.

## Trama
Nel 2001 l'ex ballerina Qiao e il suo ragazzo Bin, un boss malavitoso, spadroneggiano nella loro natìa Datong, una vecchia città mineraria dello Shanxi, progressivamente impoveritasi da quando i prezzi del carbone sono crollati. Dopo che il capo di Bin viene assassinato, a causa di cui va a monte un grosso progetto edilizio che avrebbe fruttato parecchio denaro alla cosca, e che lo stesso Bin resta ferito ad una gamba a seguito d'un attentato ai suoi danni da parte di due giovani malviventi, Qiao gli suggerisce di sposarsi e trasferirsi per rifarsi una vita nello Xinjiang, dove è prevista la ricollocazione da parte del governo della forza lavoro mineraria cittadina (essendo Qiao figlia d'un operaio locale, sposandola Bin potrebbe seguirli in quanto familiare), ma l'uomo se ne dice disinteressato.
Una notte un gruppo di giovani delinquenti in motocicletta (probabilmente gli stessi che hanno causato la morte del capo di Bin) assaltano l'auto su cui si trovano Qiao, Bin e il loro autista e malmenano brutalmente i due uomini, sostenendo di aver detronizzato Bin. Qiao afferra la pistola di Bin, scende dall'auto e mette in fuga gli aggressori, sparando un paio di colpi d'avvertimento. Arrestata poi dalla polizia, Qiao afferma durante l'interrogatorio che la pistola è sua e di averla trovata. Passa cinque anni in prigione per possesso illegale di arma da fuoco, ma Bin, condannato ad una detenzione più mite e perciò già uscito di galera, non le fa mai visita. Dopo che Qiao viene rilasciata, cerca di chiamarlo, ma non riesce mai a mettersi in contatto con lui.
Viaggia in barca verso la città di Fengjie, nella provincia di Hubei, dove ha saputo che vi si è stabilito Bin, ma questi si rifiuta di farsi ricevere, facendosi far le veci da quella che si presenta come la sua nuova ragazza. Qiao le dice che se lui intende lasciarla, dovrà dirglielo di persona. Non avendo quasi più soldi, Qiao truffa alcuni sconosciuti per ottenere denaro e cibo, dopodiché paga un autista di motocicletta per portarla alla centrale elettrica cittadina, dove le è stato fatto credere che Bin vi lavori svolgendo delle mansioni dirigenziali. Lungo la strada l'autista le propone di fare sesso: Qiao sfrutta questa opportunità per rubargli la motocicletta, e quando arriva alla centrale elettrica riferisce a un agente di polizia che l'autista ha cercato di violentarla, facendogli chiamare il suo ragazzo Bin. Questo infine costringe Bin a rivederla.
In una stanza d'albergo, Bin confessa a Qiao di non essere più il malavitoso di un tempo, che da quando è uscito dal carcere si è ritrovato solo ed abbandonato e che perciò, non avendo più né un soldo in tasca né il rispetto dei suoi confratelli, non se l'era sentita di riavvicinarla. Qiao afferma che gli ha salvato la vita e che si è presa tutta la colpa al posto sui, aspettandosi quantomeno che lui l'avrebbe attesa fuori dal carcere. Bin riconosce le sue mancanze nei suoi confronti ma ribadisce di non voler ritornare a Datong e, dal momento che non riesce nemmeno ad ammetterle che ritiene ormai la loro relazione finita, lo dice Qiao al posto suo, prima di andarsene. Su un treno per tornare a Datong, Qiao incontra un passeggero che sostiene di aver aperto un'attività turistica di caccia agli UFO: questi la invita ad unirsi a lui dopo che lei gli ha detto di averne visto uno di persona. Dopo un cambio di treno, l'uomo confessa che era una bugia, e di avere solo un piccolo negozio di alimentari: Qiao scende dal treno e vede un oggetto luminoso volare rapidamente nel cielo.
Anni dopo, a Datong, Qiao rincontra Bin, costretto su una sedia a rotelle. Lo riporta nella loro vecchia sala da gioco, che è riuscita a rilevare nel corso degli anni, dove ritrova alcuni vecchi amici che sono felici di vederlo, ma Bin, sentendosi a disagio per l'esser ritornato a casa nello stato in cui versa, si dimostra chiuso ed irascibile. Un giorno lei gli chiede come si sia ridotto a quel modo, e lui le rivela di essere stato colto da un ictus dopo anni d'abuso di alcol; poco dopo, lei gli trova un medico per inserirlo in un programma di riabilitazione neuromotoria. Finalmente, il 1º gennaio 2018, Bin può camminare di nuovo, pur con l'ausilio delle stampelle, ma proprio come in passato sparisce improvvisamente dalla vita di Qiao, lasciandole soltanto un brevissimo e laconico messaggio vocale in cui la informa che se ne va.

## Distribuzione
Il film è stato presentato in anteprima l'11 maggio 2018 in concorso alla 71ª edizione del Festival di Cannes. È stato poi distribuito a partire dal 21 settembre dello stesso anno in Cina e dal 27 febbraio 2019 in Francia. In Italia è stato presentato in anteprima il 29 novembre 2018 al Torino Film Festival, mentre è stato distribuito nelle sale cinematografiche da CINEMA a partire dal 9 maggio 2019.

## Riconoscimenti
- 2019 - British Independent Film Awards[5]
  - Candidatura per il miglior film indipendente internazionale